# Клубная музыка
Клубная музыка — обширный термин, охватывающий электронную танцевальную музыку, изначально предназначенную для использовании в клубах и на дискотеках. Клубная музыка не является отдельным музыкальным стилем, а используется, скорее, как обобщающий термин для различных EDM-жанров, таких как хаус, транс, техно, дабстеп, драм-н-бейс и других.
Клубная музыка создается преимущественно на электронных, а не на акустических инструментах, но иногда и не исключает последних. Клубная музыка не имеет четких границ и определённых стилей, и кроме клубов, иногда попадает и в ротации радиостанций.

## История

### 1970-е годы
1970-е годы это эпоха дискотеки, когда танцевальная музыка приобрела большую популярность среди публики. Клубная музыка появилась в середине 70-х годов прошлого века в результате совместной работы  Джорджо Мородера и вокалистки Донны Саммер над песней «I Feel Love», написанной в 1977 г. Эта песня стала одним из первых танцевальных электронных трэков, которая была создана без использования традиционных инструментов. В 1979 году они вновь воссоединились для совместной работы и создали альбом Bad Girls опять-таки с использованием электроники. 

### 1980-е годы
Это десятилетие электронной танцевальной музыки. Новая волна таких жанров как диско-поп, фанк, хип-хоп, хаус, техно охватила весь мир. Многие продюсеры экспериментировали с инструментами и электроникой и создавали новую музыку.

### 1990-е годы
90-е годы прошлого века это период распространения клубной музыки. В электронном производстве музыка доминировали такие новые популярные стили как фристайл, хаус и техно. В России именно в эти годы стала популярна электронная танцевальная музыка.

### 2000-е годы
Начиная с начала нового века на музыкальном рынке клубная музыка получила доминирующую позицию. Каждый жанр добавляет ноты клубный музыки в свои произведения. Самыми популярными жанрами стали электро-поп, дабстеп, хаус, трэп.

## См.также
- Электронная музыка
- Компьютерная музыка
- Электроакустическая музыка
- Хаус
- Электро (музыкальный жанр)
- Электро-хаус
- Фристайл